# رابرت وان
رابرت وان (انگلیسی: Robert Francis Vaughn؛ زادهٔ ۲۲ نوامبر ۱۹۳۲) بازیگر اهل ایالات متحده آمریکا بود. وی از سال ۱۹۵۶ میلادی مشغول فعالیت بود.
از فیلم‌هایی که وی در آن نقش داشته‌است، می‌توان به مردی از یو.ان.سی.ال.ای.، پرندگان قاتل، هفت دلاور، سوپرمن ۳، بیس‌کتبال، هیچ‌کس کامل نیست، مورو، طلوع ماه سیاه و شیادها اشاره کرد. 
رابرت وان در ۱۱ نوامبر ۲۰۱۶ در سن ۸۳ سالگی درگذشت.